# محمدتقی بختیاری
محمدتقی بختیاری (زادهٔ ۱۳۳۹ در بافت) نمایندهٔ حوزهٔ انتخابیهٔ بافت در دورهٔ هشتم مجلس شورای اسلامی بوده‌است. بختیاری نامزد دهمین دوره انتخابات مجلس شورای اسلامی نیز شد ولی صلاحیت او رد شد.